# アッラー・バレー空港
アッラー・バレー空港（アッラー・バレーくうこう、英語: Allah Valley Airport、ヒリガイノン語: Hulugpaan sang Datag sang Allah、セブアノ語: Tugpahanan sa Bingawog sa Allah、(IATA: AAV, ICAO: RPMA)）は、フィリピン南部のミンダナオ島ソクサージェン地方にある南コタバト州スラーラに位置し、アッラー・バレー一帯にサービスを提供している空港。現在は、定期便の就航はない。
フィリピン民間航空局による空港の正式名称は、「Allah Valley Airport」であり、一部では（綴りの「l」がひとつだけの）「Alah Airport」という名称での言及も見られるものの、それはあくまでも非公式である。
フィリピン民間航空局は、この空港をコミュニティー空港と位置付けている。